# علم بيئة النبات
علم بيئة النبات (بالإنجليزية: Plant ecology)‏ هو تخصص ضمن علم البيئة ويتعلق بدراسة النباتات النامية الموجودة معًا تحت ظروف متنوعة، مثل المستنقعات وأراضي الحشائش الطبيعية والصحارى والغابات. ويتضمن علم البيئة أيضًا دراسة تأثيرات كل من المناخ والإمداد المائي التربة على نمو النبات. ويهتم علم البيئة أيضًا بطريقة تأثير النباتات والحيوانات كل منها على الآخر وكذلك بحل مشاكل الغابات ونمو المحاصيل وحفظ الأنواع والتحكم في الحشرات والأمراض التي تصيب النباتات.
قدم أو. دبليو. أرتشيبولد نظرة عامة عن أنواع الغطاء النباتي الرئيسية على سطح الكرة الأرضية. قسم الغطاء النباتي ضمن 11 مجموعة رئيسية وهي: الغابات الاستوائية، والسافانا الاستوائية، والمناطق القاحلة (الصحاري)، والأنظمة البيئية المتوسطية، والأنظمة البيئية للغابات المعتدلة، والأراضي العشبية المعتدلة، والغابات المخروطية، والتندرا (بنوعيها القطبية وتندرا أعالي الجبال)، والمناطق الرطبة، والأنظمة البيئية للمياه العذبة، والأنظمة الساحلية/البحرية. يُظهِر اتساع المواضيع تعقيد علم بيئة النباتات، نظراً لأنها تشتمل على النباتات التي تبتدئ من الطحالب وحيدة الخلية انتهاءً بالأشجار المشكلة للغابات.
الخاصية التي تمتاز بها النباتات هي التمثيل الضوئي. التمثيل الضوئي: هو عملية تتألف من تفاعلات كيميائية لإنتاج الغلوكوز (سكر العنب) والأكسجين، وهي عملية ضرورية من أجل بقاء النبات على قيد الحياة. أحد أهم جوانب علم بيئة النبات هو الدور الذي لعبته النباتات في تكوين الغلاف الجوي الأرضي الحاوي على الأكسجين، وهو حدث وقع منذ قرابة ملياري سنة. يمكن تحديد تاريخ ذلك عن طريق ترسبات التكوينات الحديدية الحزامية، وهي صخور رسوبية مميزة تحوي كميات كبيرة من أكسيد الحديد. وفي الوقت ذاته، بدأت النباتات في إزالة ثاني أكسيد الكربون من الغلاف الجوي، بادئةً بذلك عملية التحكم بمناخ الكرة الأرضية. كان هنالك نزعة طويلة الأمد للكرة الأرضية نحو زيادة الأكسجين وإنقاص ثاني أكسيد الكربون. ترتبط العديد من الأحداث الأخرى في تاريخ الكرة الأرضية -مثل أول حركة للحياة على اليابسة- بشكل وثيق بسلسلة الأحداث تلك.
كتب جون إرنست ويفر وفريدريك كليمينتس أحد أوائل الكتب الكلاسيكية التي تناولت موضوع علم بيئة النبات الذي تحدثا فيه بشكل موسع عن المجتمعات النباتية، وبشكل رئيس عن أهمية القوى مثل التنافس والعمليات مثل التعاقب. صاغ مصطلح علم البيئة عالم الأحياء الألماني إرنست هيكل. يمكن تقسيم علم بيئة النبات إلى مستويات تنظيمية تضم: علم فيزيولوجيا البيئة النباتية، وعلم البيئة التجمعي، وعلم بيئة المجتمع، وعلم بيئة الأنظمة البيئية، وعلم بيئة المناظر الطبيعية، وعلم بيئة الغلاف الحيوي.
دراسة النباتات والغطاء النباتي معقدة بسبب بنيتها. أولاً، تمتلك غالبية النباتات جذوراً في التربة، وهذا ما يصعِّب قياس امتصاص العناصر الغذائية والتفاعلات بين الأنواع ومراقبتها. ثانياً، تتكاثر النباتات تكاثراً خضرياً غالباً، وهو تكاثر لا جنسي، ما يُصعب تمييز النباتات الفردية. في الواقع، فإن مفهوم الفرد هو أمر مشكوك فيه، لطالما كان من الممكن اعتبار الشجرة نفسها مجموعة كبيرة من الأنسجة الميرستيمية (الإنشائية) المترابطة. وبالتالي، يوجد لدى علم بيئة النبات أساليب مختلفة عن نظيرتها في علم بيئة الحيوان في التعامل مع المشكلات التي تتضمن عمليات مثل التكاثر والانتشار وتبادل المنفعة. أوْلى بعض علماء بيئة النبات اهتماماً بالغاً في محاولتهم التعامل مع المجتمعات النباتية كما لو كانت مجتمعات حيوانية، مركزين على علم البيئة التجمعي. يعتقد العديد من علماء البيئة الآخرين أنه على الرغم من أنه من المفيد الاعتماد على علم البيئة التجمعي لحل بعض المشكلات العلمية، تتطلب النباتات عمل علماء البيئة من خلال وجهات نظر متعددة، بما يتناسب مع المشكلة والمستوى والموقف.

## التاريخ
نشأ علم بيئة النبات من خلال تطبيق علم فيزيولوجيا النبات للإجابة عن الأسئلة التي يطرحها علماء الجغرافيا النباتية. كان كارل لودفيغ فيلدينوف أول من لاحظ أن المناخات المتشابهة تعطي أنواعاً متشابهة من الأغطية النباتية، حتى عند وجودها في أجزاء مختلفة من العالم. استخدم تلميذ فيلدينوف، ألكسندر فون هومبولت المظهر الهيكلي لوصف أنواع الغطاء النباتي ولاحظ أن توزع أنواع الأغطية النباتية كان مبنياً على عوامل بيئية. ومن بين علماء الجغرافيا النباتية الذين استندوا لاحقاً إلى أعمال هومبولت، يواكيم فريدريك شو، وأوغست غريسباخ، وأنطون كيرنر فون مارلون. ربطت أعمال «شو» المنشورة في عام 1822 بين توزع النباتات والعوامل البيئية (خاصة الحرارة)، وأسس تسمية المؤسسة النباتية عن طريق إضافة اللاحقة -etum إلى اسم النوع السائد. عمل دي كاندول على مجموعات النباتات العشبية المجففة، وبحث عن قوانين عامة لتوزع النباتات، وتوصل للاعتماد على درجات الحرارة أيضاً. رأى غريسباخ في كتابه المؤلف من مجلدين «الغطاء النباتي للكرة الأرضية وفقاً لظروف المناخية» المنشور في عام 1872، أن علم الجغرافيا النباتية وصل إلى «شكله النهائي» بصفته مجالاً وصفياً.
ابتداءً من سبعينيات القرن التاسع عشر، أسس عالم النبات سيمون شفيندينر مع تلاميذه وزملائه الرابطة بين مورفولوجيا النبات التأقلم الفيزيولوجي، واضعاً الأساس لكتب علم البيئة الأولى، كتاب (علم اجتماع النبات) المنشور في عام 1895 للعالم يوجينيوس وارمينغ، وكتاب أندرياس شيمبر (جغرافيا النبات من وجهة نظر فيزيولوجية) المنشور في عام 1989. دمج وورمينغ بنجاح مورفولوجيا النبات وفيزيولوجيا النبات والتصنيف والجغرافيا الحيوية ضمن جغرافيا النبات لإنشاء مجال علم البيئة النباتية. رغم اعتماده على المورفولوجيا أكثر من اعتماده على الفيزيولوجيا، اعتُبر شيمبر بداية علم الفيزيولوجيا البيئية النباتية. بُني علم بيئة النبات على أفكار ثابتة حول توزع النباتات. أضاف دمج مفهوم التعاقب عنصر تغيير مع الأيام إلى الميدان. دخل عنصر التعاقب بصفته عنصراً أساسياً في علم بيئة النبات من خلال دراسات هنري تشاندلر كاولز حول تعاقب النباتات في الكثبان الرملية على بحيرة ميشيغان (التي نشرت عام 1899) ودراسة فريدريك كليمنتس الحقلية في عام 1916 حول هذا الموضوع.
تطور علم بيئة النبات ضمن المجال الأشمل لعلم البيئة على مدار القرن العشرين. وضع آرثر تانسلي خريطة للمجتمع النباتي البريطاني بعد أن ألهمه كتاب بلانتسامفوند. عام 1904، تعاون مع ويليام غاردنر سميث وآخرين مشاركين في وضع خرائط الغطاء النباتي لتأسيس اللجنة المركزية لمسح الغطاء النباتي البريطاني ودراسته، فاختصر الاسم لاحقاً ليصبح لجنة الغطاء النباتي البريطانية. عام 1913، نظمت لجنة الغطاء النباتي البريطانية الجمعية البريطانية لعلم البيئة وهي أول جمعية احترافية لعلماء البيئة. عام 1917، تلا ذلك تأسيس الجمعية الأميركية لعلم البيئة (إي إس إيه). شكّل علماء بيئة النبات أكبر مجموعة فرعية بين الأعضاء الذين افتتحوا الجمعية الأمريكية لعلم البيئة.
لعب طلاب كاولز دوراً مهماً في تطوير مجال علم بيئة النبات خلال النصف الأول من القرن العشرين، كان من بينهم ويلام سكينر كوبر، وإيما لوسي براون، وإدغار نيلسون ترانزو.

## التوزع
يحكم توزع النباتات مجموعة من العوامل التاريخية، والفيزيولوجيا البيئية والعلاقات الحيوية. تحدد الاحتمالية التاريخية مجموعة الأنواع التي يمكن أن تكون موجودة في موقع معين. من أجل أن يظهر نوع ما يجب أن يكون ذلك النوع قد تطور في منطقة أو انتشر فيها (سواء بشكل طبيعي أو بواسطة الإنسان)، ويجب ألا يكون قد انقرض محلياً. تقتصر مجموعة الأنواع الموجودة محلياً على الأنواع التي تمتلك تكيفات فيزيولوجية للتأقلم مع الظروف البيئية الموجودة. تأخذ هذه المجموعة شكلها النهائي من خلال العلاقات الحيوية مع الأنواع الأخرى.